# Trípode (moble)

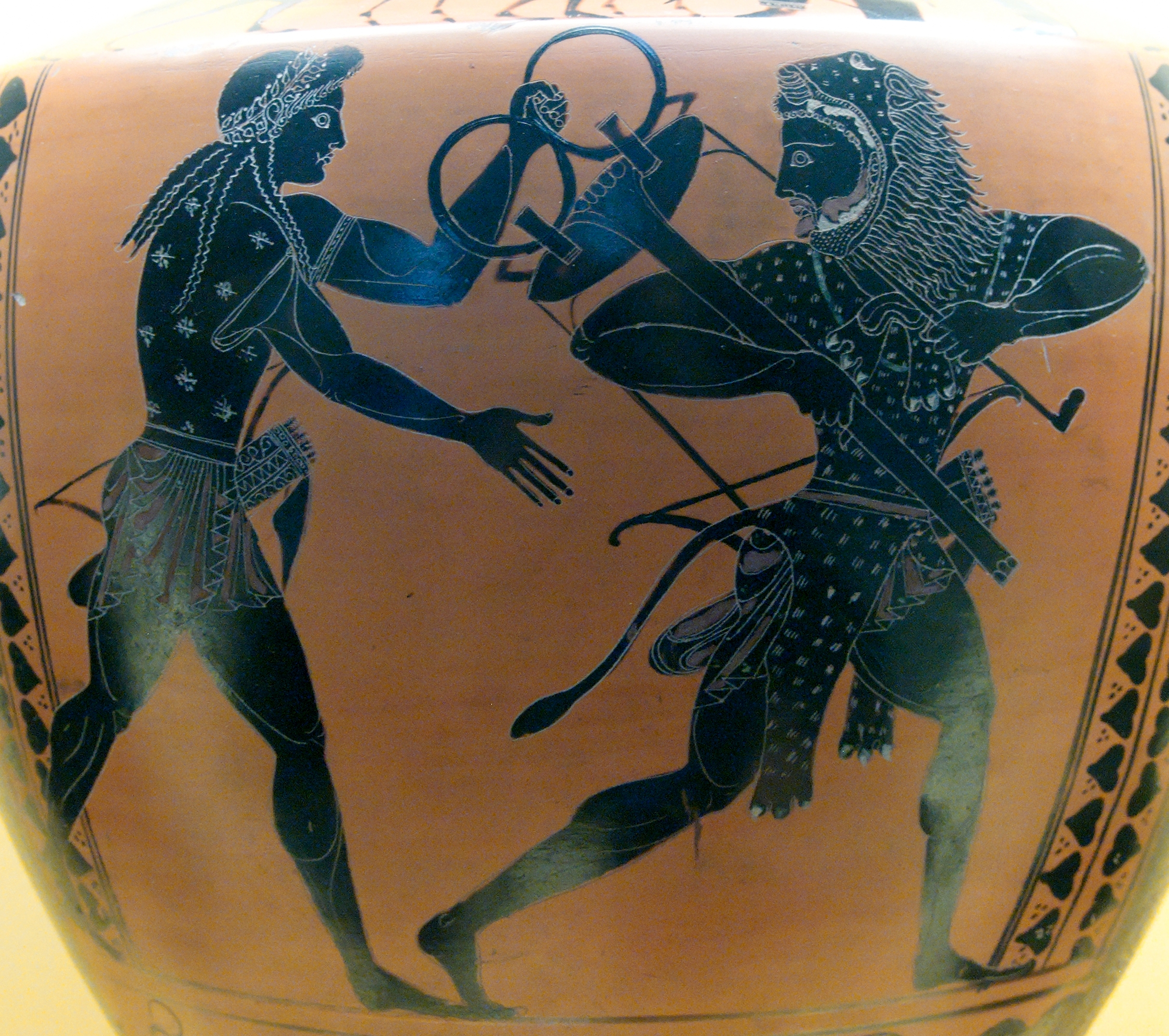
Hídria àtica de figures negres (ca. 520 ae): Apol·lo i Hèracles lluitant per la columna de les serps (trípode dèlfic). Museu Arqueològic de Madrid

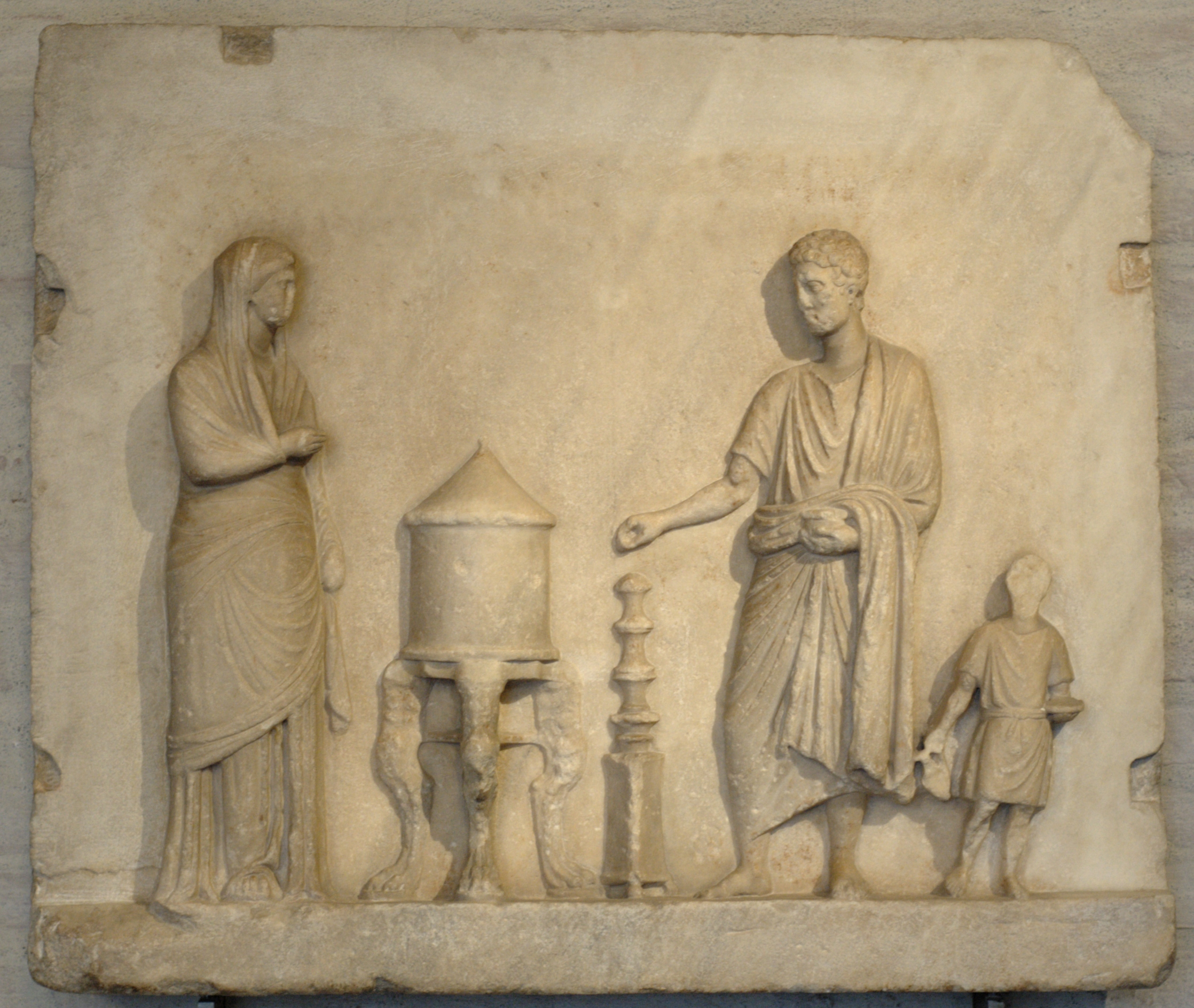
Relleu romà en què es veu un encenser damunt d'un trípode

En l'antiga Roma, el trípode era una tauleta redona amb tres peus alts per a l'ofrena de fruita i per a servir d'altar i d'instrument d'endevinació.
En variava molt la figura i la decoració. N'hi ha en forma d'urna i fins i tot un que representa una àguila. Normalment, però, es reduïen a un atuell de metall, sovint de bronze, sostingut per tres potes.
El més famós era el de Delfos, fet amb despulles llevades als perses en la batalla de Platea i en què s'asseia la Pítia per fer l'oracle. La columna de les Serps, que així es deia també aquest trípode, originàriament es trobava a Delfos i la traslladà a Constantinoble Constantí I el Gran l'any 324. La columna, de vuit metres d'alt, tenia tres caps de serps.
Els trípodes es consagraven especialment a Apol·lo i solen aparéixer adornats amb símbols apol·linis: el llorer, la serp i el corb. Cortina es deia la coberta de l'atuell, però també es podia referir a tot el trípode.